# Diaspro (sous-marin)
Le Diaspro (en français : Jaspe) est un sous-marin de la classe Perla (sous-classe de la Serie 600, en service dans la Regia Marina lancé au milieu des années 1930 et ayant servi pendant la Seconde Guerre mondiale.

## Caractéristiques
Les sous-marins de la classe Perla sont des sous-marins de petite croisière dérivés de la série Sirena, pour lesquels ils subissent une légère augmentation du déplacement et de la distance parcourue grâce aux améliorations et à l'installation de nouveaux équipements de climatisation ; des équipements plus modernes sont également installés à bord, notamment un radiogoniomètre pouvant être contrôlé depuis l’intérieur du navire. Entre les sous-marins construits à Monfalcone et ceux construites à La Spezia, il y a des différences extérieures, surtout à l'extrémité du massif.
Leur déplacement à pleine charge prévu était de 695 tonnes en surface et de 855 tonnes en immersion, mais variait quelque peu selon le sous-marin et le constructeur. Les sous-marins avaient une longueur de 60,20 m, une largeur de 6,4 m et un tirant d'eau de 4,6 m à 4,70 m.
Pour la navigation en surface, les sous-marins étaient propulsés par deux moteurs diesel Fiat, chacun entraînant un arbre porte-hélice d'une puissance totale de 675-750 ch (503-559 kW). En immersion, chaque hélice était entraînée par un moteur électrique CRDA de 400 ch (298 kW). Ces moteurs électriques étaient alimentés par une batterie d'accumulateurs au plomb composée de 104 éléments. Ils pouvaient atteindre 14 nœuds (26 km/h) en surface et 7,5 nœuds (13,9 km/h) sous l'eau. En surface, la classe Perla avait une autonomie de 5 200 milles nautiques (9 600 km) à 8 nœuds (15 km/h), en immersion, elle avait une autonomie de 74 milles nautiques (137 km) à 4 nœuds (7,4 km/h).
Les sous-marins étaient armés de six tubes lance-torpilles internes de 53,3 cm (21,0 in), quatre à l'avant et deux à l'arrière. Une torpille de rechargement était transportée pour chaque tube, pour un total de douze. Ils étaient également armés d'un canon de pont de canon OTO de 100 mm (4 pouces) pour le combat en surface. L'armement antiaérien léger consistait en une ou deux paires de mitrailleuses Breda Model 1931 de 13,2 mm (0,52 in).

## Construction et mise en service
Le Diaspro est construit par le chantier naval Cantieri Riuniti dell'Adriatico (CRDA) de Monfalcone en Italie, et mis sur cale le 21 septembre 1935. Il est lancé le 5 juillet 1936 et est achevé et mis en service le 22 août 1936. Il est commissionné le même jour dans la Regia Marina.

## Historique
Après son achèvement, le Diaspro rejoint le XXXVe Escadron de sous-marins, basé à Messine.
Il est employé pendant une certaine période dans la formation, après quoi il est décidé de l'employer dans la guerre d'Espagne.
Le 5 août 1937, sous le commandement du capitaine de corvette Giuseppe Mellina, il part pour sa première mission de ce type, à effectuer dans la canal de Sicile, au large du cap Bon. Le 13, il attaque un navire de transport avec le lancement d'une torpille, qui ne réussit pas, ainsi qu'une attaque contre un autre cargo,,. Il effectue un total de 25 manœuvres d'attaque avec seulement deux lancements infructueux, rentrant à sa base le 15 août,.
Le 25 août, il s'embarque pour la deuxième (et dernière) mission espagnole, qui doit être effectuée au large du cap Oropesa. Le 1er septembre, au lever du soleil, il repère le pétrolier britannique Woodford de 6 987 tonneaux (selon d'autres sources, ce navire aurait été en réalité républicain espagnol, et le nom Woodford un nom de couverture) et l'attaque avec le lancement de deux torpilles. Le pétrolier esquive les torpilles et se dirige vers le Diaspro pour l'éperonner, mais ce dernier, échappant à l'attaque, lance deux autres torpilles qui, cette fois, réussissent à faire couler la cible. Le sous-marin est rentré au port le 5 septembre.
Lorsque l'Italie entre dans la Seconde Guerre mondiale, il est stationné à Cagliari, au sein du 72e Escadron de sous-marins (VIIe Grupsom).
Dans la première période de la guerre, il est employé en fonction offensive dans la mer Tyrrhénienne.
En juillet 1940, il est envoyé en embuscade d'abord au nord-ouest de l'Asinara, puis au large de l'île de La Galite.
En août, il opère au large du cap Bougaroni.
Le 1er septembre, lors de l'opération britannique "Hats", le Diaspro, en mission entre le Cap Spartivento et l'île de La Galite, se trouve à une dizaine de milles nautiques (18 km) de la Force H britannique mais ne peut pas attaquer car il est repéré et attaqué à plusieurs reprises par des avions du porte-avions HMS Ark Royal (91), dont l'un d'eux le mitraille et est ensuite repoussé par les canons anti-aériens du sous-marin,,,.
Le 9 novembre 1940, il quitte Cagliari et est envoyé au large de l'île de La Galite avec quatre autres sous-marins en opposition à l'opération britannique "Coat" (avec divers objectifs, dont l'envoi de navires de guerre de Gibraltar à Alexandrie, un convoi vers Malte et la Grèce, une attaque de torpilles aériennes contre Tarente et une attaque sur des convois italiens dans le Bas Adriatique), mais revient sans avoir détecté d'unités ennemies.
Le 14 novembre, il sort à nouveau (avec les sous-marins Alagi et Aradam) pour contrer une autre opération britannique, la "White": l'envoi de 14 avions à Malte par des porte-avions de la Force H. Envoyé à 315 milles nautiques (398 km) de La Galite, il est le seul sous-marin à ne voir qu'une seule unité mineure parmi celles appartenant à la formation britannique - composée de deux porte-avions, un croiseur de bataille, deux croiseurs et huit destroyers -, mais il ne parvient pas à l'attaquer.
En janvier 1941, il part pour une mission, mais doit revenir peu après en raison d'une panne.
Il effectue trois autres missions d'embuscade en février, mai et juin, respectivement à l'est de La Galite, à une vingtaine de milles nautiques (37 km) au nord du Cap Blanc et au sud de la Sardaigne, toutes sans résultat.
Le 21 juillet, sous le commandement du lieutenant de vaisseau (tenente di vascello) Antonio Dotta, il quitte Cagliari en début d'après-midi pour aller au large du cap Bougaroni, à 55 milles nautiques (101 km) des côtes, et patrouiller dans la zone située entre les méridiens 5 et 6 Est, afin de contrer l'opération britannique "Substance" (consistant à envoyer un convoi à Malte),. Le lendemain, il arrive dans sa zone d'embuscade, commençant à la patrouiller en surface, plongeant de temps en temps pour effectuer des relevés à l'hydrophone. Ecoutant le bruit des turbines de l'hydrophone, il se met sur les traces des navires ennemis et réussit à les apercevoir à 22 h 58, après sept heures de recherche et 45 milles nautiques (83 km) de navigation vers le nord,. Le Diaspro arrive à proximité de la formation, alors qu'il effectue un changement de cap. À 23 h 7, arrivé à 1 000-1 300 mètres, il lance les quatre torpilles d'étrave contre quelques croiseurs, et deux minutes plus tard il lance une paire de torpilles contre un cuirassé et un porte-avions,,,. Le destroyer HMAS Nestor aperçoit les quatre premières torpilles et informe les autres navires, qui se sont rangés sur la gauche, tandis que les deux torpilles arrière passent sous sa coque sans exploser (elles étaient en fait trop profondes, ayant été réglées pour frapper un grand navire). Immédiatement après que le destroyer soit parti à la recherche du Diaspro, en lançant plusieurs grenades sous-marines pendant une courte période, ne causant toutefois que de légers dommages au sous-marin,,,. Deux explosions sont entendues du Diaspro, et le commandant de la formation britannique lui-même, l'amiral J. F. Somerville, mentionne dans son rapport le bruit de quatre explosions, mais ne signale aucun dommage (il est probable que les torpilles ont explosé en fin de course, ou que les explosions étaient celles des grenades sous-marines du Nestor).
Entre fin juillet et début août, le sous-marin est envoyé, avec trois autres, au sud-ouest de la côte sarde pour contrer l'opération britannique "Style" (qui consiste encore à ravitailler Malte en carburant), mais il ne voit aucun navire; il est donc déplacé au large de La Galite.
En septembre, il est d'abord placé en embuscade au large de La Galite. Le 18, comme l'opération britannique "Halberd" est en cours (c'est une mission de réapprovisionnement à Malte, mais le commandement italien pense qu'il pourrait s'agir d'une action de bombardement naval contre la côte italienne), le Diaspro est déployé dans une embuscade défensive au large des îles Baléares, au sud-est de Minorque, dans un rôle défensif avec trois autres sous-marins, mais la formation britannique ne passe pas par ces eaux,. Il reçoit alors l'ordre de se diriger vers le sud, et en fait, à 6 h 17 le 29 septembre, il repère les navires ennemis à une quarantaine de milles nautiques (75 km) au nord-ouest de Philippeville (au point géographique de 37° 32′ N, 6° 45′ E), puis se met à attaquer avec le lancement de deux torpilles. La cible est le destroyer HMS Gurkha (G63), qui, cependant, aperçoiut les torpilles et fait rapidement demi-tour, évitant les torpilles de quelques mètres,,.
Le 20 octobre 1941, en mission au large du Cap de Fer, il aperçoit les navires de la Force K (une formation légère britannique spécialisée dans l'attaque des convois italiens vers la Libye) mais ne peut les attaquer car la distance est trop grande,.
Du 1er avril au 10 septembre 1942, il travaille pour l'école de sous-marins de Pula, pour laquelle il effectue 32 missions d'entraînement. Il est ensuite redéployé à Cagliari.
Le 8 novembre 1942, il est impliqué dans une collision en plongée avec un autre sous-marin italien, le Alagi, près du cap Bougaroni, alors qu'il approchait de son secteur d'embuscade. Le Alagi subit de graves dommages, tandis que le Diaspro n'a que des dommages mineurs qui ne l'empêche pas de poursuivre sa mission,. Quatre jours plus tard, au cours de la même mission, le sous-marin force la rade de Bougie et, à 1 000 mètres, aperçoit un transport et lui lance quatre torpilles. Le navire les esquive en contre-garde,,. Une cinquième torpille est alors lancée, dont la détonation est entendu, mais il n'en résulte pas que les navires ont été touchés (probablement la torpille a frappé contre le rivage ou contre un obstacle),.
En décembre, il opère au large de Bona en pénétrant également, le 14, à Bona, sans résultat.
Le commandant Dotta passe ensuite la main au lieutenant de vaisseau Alberto Donato,.
En mai 1943, il est envoyé à l'ouest de la côte sarde.
En juillet, il est envoyé au large de Sant'Antioco et le 13 juillet, au matin, il aperçoit un grand navire marchand naviguant près du Cap de Fer avec l'escorte de deux corvettes, et l'attaque en lançant quatre torpilles (réparties en deux paires). Deux violentes explosions sont entendues, mais aucun dommage n'a été signalé,. Le Diaspro est ensuite chassé à l'aide de grenades sous-marines par l'une des corvettes, mais il en sort indemne.
Le 18 août, au large de Stromboli, il attaque deux destroyers britanniques avec le lancement d'autant de torpilles, qui échouent,. Le lendemain, dans la soirée, en rentrant à Naples, il aperçoit deux destroyers et à 23 h 23 il lance quatre torpilles, à courte distance l'une de l'autre, contre l'un des deux navires. Deux explosions sont entendues, signe d'une éventuelle avarie (hypothèse renforcée par le fait que le sous-marin, qui est remonté à la surface une heure après l'attaque, a vu un destroyer apparemment immobilisé, même s'il n'a pas pu l'attaquer car la réserve de torpilles était terminée) mais il n'y a pas de confirmations,,.
Le 7 septembre 1943, dans le cadre du plan "Zeta" visant à contrer le débarquement anglo-américain prévu dans le sud de l'Italie (Opération Avalanche), il est placé en embuscade (avec dix autres sous-marins) dans la basse mer Tyrrhénienne, d'abord dans le golfe de Salerne puis au large de Gaeta.
Après l'annonce de l'armistice du 8 septembre 1943 (Armistice de Cassibile), il passe trois jours en mer, dans le doute d'obéir ou non à l'ordre de se rendre aux Alliés à Bona; le commandant Donato décide finalement d'exécuter les ordres, après avoir consulté les commandants de deux autres sous-marins. Cependant, le Diaspro doit être réparé sur Cagliari, et non sur Bona, en raison de problèmes de moteur,,.
Jusqu'alors, il avait effectué 53 missions de guerre (30 offensives-exploratoires, 32 d'entraînement et 23 de transfert), avec 25 402 milles nautiques (47 044 km) parcourus (21 345 milles nautiques (39 530 km) en surface et 3 057 milles nautiques (5 661 km) sous l'eau),.
En mars 1944, une fois les réparations terminées, il est déployé à Tarente, servant à l'entraînement des navires d'escorte italiens,.
Le 17 juillet 1944 (sous le commandement du lieutenant de vaisseau Emilio Botta), il est employé pour une mission de transport et de débarquement de raiders. Il les débarque en deux groupes, le premier à Zante et le second à Céphalonie, pour revenir à Brindisi le 22 juillet,,.
D'avril-mai à août 1945, il est affecté à la formation anti-sous-marine des navires alliés, basée à Malte,.
Au cours de la co-belligérance, il a effectué un total de 59 missions, dont 48 missions d'entraînement, avec 4 030 milles nautiques (7 463 km) parcourus.
Désarmée à Tarente à la fin du conflit, il est mis hors service le 1er février 1948 puis mis au rebut,.